# Universale Economica Feltrinelli dal 1701 al 1800

## Dal n. 1701 al n. 1800
- I 100 precedenti: Universale Economica Feltrinelli dal 1601 al 1700

| Universale Economica Feltrinelli |              |                                                                              |                                                        |
|                                  |              |                                                                              |                                                        |
|                                  | Sezione      | Titolo                                                                       | Autore                                                 |
| 1701                             | Saggi        | Contro il metodo, prefazione di Giulio Giorello                              | Paul K. Feyerabend                                     |
| 1702                             | Saggi        | L'Epistola ai Romani                                                         | Karl Barth                                             |
| 1703                             | Vite Narrate | Storia di Giovanni Falcone                                                   | Francesco La Licata                                    |
| 1704                             | Saggi        | Psiche e techne. L'uomo nell'età della tecnica                               | Umberto Galimberti                                     |
| 1705                             | Narrativa    | L'uomo della mia vita                                                        | Manuel Vázquez Montalbán                               |
| 1706                             | Memoria      | Ebano                                                                        | Ryszard Kapuściński                                    |
| 1707                             | Narrativa    | Il Capitano è fuori a pranzo                                                 | Charles Bukowski                                       |
| 1708                             | Narrativa    | A sud del confine, a ovest del sole                                          | Haruki Murakami                                        |
| 1709                             | Narrativa    | L'amore non guasta                                                           | Jonathan Coe                                           |
| 1710                             | Narrativa    | Mi chiamavano Speed Queen                                                    | Stewart O'Nan                                          |
| 1711                             | Narrativa    | Kuraj                                                                        | Silvia Di Natale                                       |
| 1712                             | Saggi        | I giorni dell'ira. Storie di matricidi                                       | Paolo Crepet, Giancarlo De Cataldo                     |
| 1713                             | Narrativa    | Super-Cannes                                                                 | J. G. Ballard                                          |
| 1714                             | Narrativa    | Lo stesso mare                                                               | Amos Oz                                                |
| 1715                             | Narrativa    | A caccia dell'ultimo uomo selvaggio                                          | Ángela Vallvey                                         |
| 1716                             | Saggi        | L'intelligenza collettiva. Per un'antropologia del cyberspazio               | Pierre Lévy                                            |
| 1717                             | Teatro       | In tournée                                                                   | Lella Costa                                            |
| 1718                             | Memoria      | Petrolkiller, con i documenti segreti delle aziende chimiche                 | Gianfranco Bettin e Maurizio Dianese                   |
| 1719                             |              |                                                                              |                                                        |
| 1720                             | Saggi        | Bravo Brontosauro. Riflessioni di storia naturale                            | Stephen Jay Gould                                      |
| 1721                             |              |                                                                              |                                                        |
| 1722                             | Saggi        | I Talebani. Islam, petrolio e il Grande scontro in Asia centrale             | Ahmed Rashid                                           |
| 1723                             | Narrativa    | Nostra Signora della Solitudine                                              | Marcela Serrano                                        |
| 1724                             | Saggi        | I "no" che aiutano a crescere, presentazione di Giovanni Bollea              | Asha Phillips                                          |
| 1725                             | Narrativa    | Montedidio                                                                   | Erri De Luca                                           |
| 1726                             | Narrativa    | Ribelli!                                                                     | Pino Cacucci                                           |
| 1727                             | Narrativa    | Via Gemito                                                                   | Domenico Starnone                                      |
| 1728                             | Saggi        | Meglio sole. Perché è importante bastare a sé stesse                         | Ivana Castoldi                                         |
| 1729                             | Saggi        | Tutto sull'amore                                                             | Bell Hooks                                             |
| 1730                             | Saggi        | Il bambino è competente                                                      | Jesper Juul                                            |
| 1731                             | Narrativa    | Cinema naturale                                                              | Gianni Celati                                          |
| 1732                             | Narrativa    | La mia vita su un piatto                                                     | India Knight                                           |
| 1733                             | Narrativa    | La morte di Virgilio                                                         | Hermann Broch                                          |
| 1734                             | Narrativa    | La sofferenza del Belgio                                                     | Hugo Claus                                             |
| 1735                             | Saggi        | Tradimentio. L'imprevedibilità nelle relazioni umane                         | Gabriella Turnaturi                                    |
| 1736                             | Saggi        | Geometria delle passioni                                                     | Remo Bodei                                             |
| 1737                             | Saggi        | Le strutture elementari della parentela                                      | Claude Lévi-Strauss                                    |
| 1738                             | Saggi        | La felicità. Saggio di teoria degli affetti                                  | Salvatore Natoli                                       |
| 1739                             | Teatro       | Teatro 2                                                                     | Stefano Benni                                          |
| 1740                             | Narrativa    | Si sta facendo sempre più tardi                                              | Antonio Tabucchi                                       |
| 1741                             | Narrativa    | H/H                                                                          | Banana Yoshimoto                                       |
| 1742                             | Memoria      | Il Negus                                                                     | Ryszard Kapuściński                                    |
| 1743                             | Vite Narrate | Il Che. Una leggenda del secolo, prefazione di Manuel Vázquez Montalbán      | Pierre Kalfon                                          |
| 1744                             | Narrativa    | Il mio nome dia Gantenbein                                                   | Max Frisch                                             |
| 1745                             | Saggi        | L'etica hacker e lo spirito dell'informazione                                | Pekka Himanen                                          |
| 1746                             | Narrativa    | Ritratto in seppia                                                           | Isabel Allende                                         |
| 1747                             | Memoria      | Buskashì. Viaggio dentro la guerra                                           | Gino Strada                                            |
| 1748                             | Narrativa    | Saltatempo                                                                   | Stefano Benni                                          |
| 1749                             | Narrativa    | Il sogno più dolce                                                           | Doris Lessing                                          |
| 1750                             | Memoria      | Piccolo Cesare                                                               | Giorgio Bocca                                          |
| 1751                             | Narrativa    | Cerimonie                                                                    | Michele Serra                                          |
| 1752                             | Narrativa    | Sono pazza di te                                                             | Rossana Campo                                          |
| 1753                             | Narrativa    | Tropico di Napoli                                                            | Peppe Lanzetta                                         |
| 1754                             | Narrativa    | La visione di Emma Blau                                                      | Ursula Hegi                                            |
| 1755                             | Narrativa    | Il condominio                                                                | J. G. Ballard                                          |
| 1756                             | Vite Narrate | L'ultimo Gattopardo. Vita di Giuseppe Tomasi di Lampedusa                    | David Gilmour                                          |
| 1757                             | Narrativa    | Andare a quel paese                                                          | Duccio Canestrini                                      |
| 1758                             | Narrativa    | Il cuore perduto dell'Asia: in treno dal Turkmenistan al Pamir               | Colin Thubron                                          |
| 1759                             | Narrativa    | Desiderio di deserto                                                         | Alain Laurent                                          |
| 1760                             | Saggi        | Il mondo a piedi: elogio della marcia                                        | David Le Breton                                        |
| 1761                             | Saggi        | Normalità e patologia del bambino. Valutazione dello sviluppo                | Anna Freud                                             |
| 1762                             |              |                                                                              |                                                        |
| 1763                             | Narrativa    | Desiderio                                                                    | André Brink                                            |
| 1764                             | Memoria      | Un mondo a parte                                                             | Gustaw Herling                                         |
| 1765                             | Saggi        | I compiti a casa                                                             | Philippe Meirieu                                       |
| 1766                             | Saggi        | La gabbia d'oro. L'enigma dell'anoressia mentale                             | Hilde Bruch                                            |
| 1767                             | Vite Narrate | Il blues intorno a me: l'autobiografia di B. B. King                         | David Ritz (a cura di)                                 |
| 1768                             | Narrativa    | Lo scialle                                                                   | Cynthia Ozick                                          |
| 1769                             | Vite Narrate | Dino Campana. Biografia di un poeta                                          | Gianni Turchetta                                       |
| 1770                             | Narrativa    | L'aggancio                                                                   | Nadine Gordimer                                        |
| 1771                             | Saggi        | I segni del tempo. Storia della terra e storia delle nazioni da Hooke a Vico | Paolo Rossi                                            |
| 1772                             | Memoria      | Il prigioniero                                                               | Anna Laura Braghetti, Paola Tavella                    |
| 1773                             | Narrativa    | Quel che c'è nel mio cuore                                                   | Marcela Serrano                                        |
| 1774                             | Narrativa    | La banda dei brocchi                                                         | Jonathan Coe                                           |
| 1775                             | Narrativa    | La figlia dell'aggiustaossa                                                  | Amy Tan                                                |
| 1776                             | Narrativa    | Essere senza destino                                                         | Imre Kertész                                           |
| 1777                             | Narrativa    | La scatola nera                                                              | Amos Oz                                                |
| 1778                             | Memoria      | Shah-in-shah                                                                 | Ryszard Kapuściński                                    |
| 1779                             | Narrativa    | Il meglio che possa capitare a una briosche                                  | Pablo Tusset                                           |
| 1780                             | Narrativa    | Voli                                                                         | Elena Gianini Belotti                                  |
| 1781                             | Oriente      | Natura uomo donna                                                            | Alan Watts                                             |
| 1782                             | Narrativa    | Sportswriter                                                                 | Richard Ford                                           |
| 1783                             | Narrativa    | Don Giovanni o l'amore per la geometria                                      | Max Frisch                                             |
| 1784                             | Saggi        | Esodo e rivoluzione                                                          | Michael Walzer                                         |
| 1785                             | Saggi        | Verso Gerusalemme                                                            | Carlo Maria Martini                                    |
| 1786                             | Saggi        | Non-persone. L'esclusione dei migranti in una società globale                | Alessandro Dal Lago                                    |
| 1787                             | Saggi        | Scritti letterari                                                            | Michel Foucault                                        |
| 1788                             | Saggi        | Il mondo islamico nel XX secolo                                              | Reinhard Schulze                                       |
| 1789                             | Saggi        | Psicoterapia breve di individuazione                                         | Mariateresa Aliprandi, Eugenia Pelanda, Tommaso Senise |
| 1790                             | Saggi        | Piaceri drogati. Psicologia del consumo di droghe                            | Paolo Rigliano                                         |
| 1791                             | Narrativa    | Lire 26.900                                                                  | Frédéric Beigbeder                                     |
| 1792                             | Narrativa    | Nemmeno il destino                                                           | Gianfranco Bettin                                      |
| 1793                             | Narrativa    | Sillabe di seta                                                              | Emily Dickinson                                        |
| 1794                             | Narrativa    | La Mennulara                                                                 | Simonetta Agnello Hornby                               |
| 1795                             | Narrativa    | Matrioška                                                                    | Cristina Comencini                                     |
| 1797                             | Narrativa    | La vampata (ballata V)                                                       | Manuel Scorza                                          |
| 1798                             | Narrativa    | Felicità®                                                                    | Will Ferguson                                          |
| 1799                             | Varia        | Storia della narrativa italiana del Novecento, vol. I: 1900-1922             | Giovanna De Angelis, Stefano GIovanardi                |
| 1800                             | Saggi        | Il gioco delle opinioni                                                      | Umberto Galimberti                                     |

- I 100 successivi: Universale Economica Feltrinelli dal 1801 al 1900